# Homoneura maghrebi
Homoneura maghrebi är en tvåvingeart som beskrevs av Papp 1978. Homoneura maghrebi ingår i släktet Homoneura och familjen lövflugor. Inga underarter finns listade i Catalogue of Life.